# Daniel Bruckner
Daniel Bruckner (* 14. April 1707 in Basel; † 28. Dezember 1781 ebenda; reformiert; heimatberechtigt in Basel) war ein Schweizer Kanzleibeamter und Historiker.

## Leben und Werk
Daniel Bruckner, Sohn des Notars und Ratsherrn Emanuel Bruckner, absolvierte ein Rechtsstudium in Basel, das er 1728 als Licentiatus beendete. 1744 wurde er Urkundenschreiber auf der Basler Staatskanzlei und 1755 Registrator des Staatsarchivs. Seit 1765 war er Ratssubstitut (dritthöchstes Amt in der Staatskanzlei nach dem Stadtschreiber und dem Ratsschreiber). Seit 1748 sass er zudem in Grossen Rat.
Daneben machte er sich als Verfasser von historischen und heimatkundlichen Werken einen Namen. So verfasste er ein auf Archivstudien und Begehungen vor Ort beruhendes heimatkundliches Werk über die Landschaft Basel, das von Emanuel Büchel illustriert wurde. 1765–1769 gab er die Basler Chronik von Christian Wurstisen neu heraus, zu der er eine Fortsetzung bis 1620 verfasste.
1778 verkaufte er sein bedeutendes Antiquitäten- und Naturalienkabinett an die Universitätsbibliothek Basel, während er seine Bibliothek und seine Handschriften an Peter Ochs veräusserte.

## Werke (Auswahl)
- Versuch einer Beschreibung historischer und natürlicher Merkwürdigkeiten der Landschaft Basel. 23 Stücke (3077 Seiten), Basel 1748–1763. (Reprint 1964) Digitalisat der Erstauflage